# Smailagića Polje
Smailagića Polje (cyr. Смаилагића Поље) – wieś w Czarnogórze, w gminie Kolašin. W 2011 roku liczyła 864 mieszkańców.